# Composition de l'armée du Nord (Révolution française)
Composition de l'armée du Nord aux 14 novembre 1792, 19 avril, 14 mai et 3 juillet 1794, armée de la Révolution française créée en 1791, qui exista sous ce nom jusqu'en 1797.

## Armée du Nord au 14 novembre 1792
Général en chefAnne François Augustin de La Bourdonnaye

### Avant-garde
L'avant-garde sous les ordres du maréchal de camp Antoine Nicolas Collier de La Marlière
- 2e bataillon du 87e régiment d'infanterie de ligne
- 2e bataillon du 89e régiment d'infanterie de ligne
- Bataillon de grenadiers
- Chasseurs belges
- Chasseurs de l'Observatoire
- Chasseurs de l'Égalité
- 5e régiment de chasseurs à cheval
- 6e régiment de dragons
- 3e régiment de hussards
- Hussards de la République
- Artillerie légère

### Corps de bataille
Le corps de bataille est sous les ordres du lieutenant-général Blaise Duval et du maréchal de camp Charles de Canolles de Lescours
- 1re brigade :
  - 1er bataillon du 2e régiment d'infanterie de ligne
  - 1er bataillon de volontaires de la Manche
  - 1er bataillon du 12e régiment d'infanterie de ligne
  - 1er bataillon de volontaires de la Gironde
- 2e brigade :
  - 1er bataillon du 15e régiment d'infanterie de ligne
  - 1er bataillon de volontaires de l'Orne
  - 2e bataillon du 15e régiment d'infanterie de ligne
  - 2e bataillon de volontaires de l'Orne
- 3e brigade :
  - 2e bataillon du 22e régiment d'infanterie de ligne
  - 3e bataillon de volontaires de la Somme
  - 2e bataillon du 24e régiment d'infanterie de ligne
  - 4e bataillon de volontaires de la Somme
- 4e brigade :
  - 2e bataillon du 56e régiment d'infanterie de ligne
  - 1er bataillon de volontaires d'Ille-et-Vilaine
  - 2e bataillon du 74e régiment d'infanterie de ligne
  - 2e bataillon de volontaires de l'Oise
- 5e brigade :
  - 2e bataillon du 78e régiment d'infanterie de ligne
  - 1er bataillon de volontaires de l'Eure
  - 2e bataillon du 81e régiment d'infanterie de ligne
  - 3e régiment de cavalerie
  - 13e régiment de cavalerie
- 6e brigade :
  - 2e bataillon du 90e régiment d'infanterie de ligne
  - 2e bataillon de volontaires d'Indre-et-Loire
  - 2e bataillon de volontaires de la Gironde
  - 3e bataillon de volontaires de l'Oise
  - 6e régiment de cavalerie
  - 20e régiment de cavalerie
- Réserve
  - 3 divisions de gendarmerie nationale
- Artillerie
  - 2 pièces de 16
  - 6 pièces de 12
  - 4 pièces de 8
  - 1 pièce de 4
- Détachement du 3e régiment d'artillerie
- Détachement du 7e régiment d'artillerie
- Ouvriers d'artillerie

## Armée du Nord au 19 avril 1794
Général en chefJean-Charles Pichegru

### Camp de Maubeuge
Le camp de Maubeuge commandé par le général Favereau, secondé par le général Coliny se compose de :
- 15e bataillon de volontaires de Paris également appelé bataillon de Molière (836 hommes)
- 2e bataillon du 18e régiment d'infanterie (821 hommes)
- 1er bataillon de volontaires du Nord (703 hommes)
- 5e bataillon de volontaires de l'Yonne (831 hommes)
- 6e bataillon de volontaires de l'Yonne (749 hommes)
- 1er bataillon de volontaires de la Haute-Vienne (749 hommes)
- 11e bataillon de volontaires des Vosges (939 hommes)
- Sapeurs de Cambrai (939 hommes)
- Détachement du 3e régiment d'artillerie
- Détachement du 7e régiment d'artillerie

### Division Despeaux
La division du général Despeaux se compose de :
- Brigade Richard
  - 1er bataillon du 25e régiment d'infanterie (790 hommes)
  - 6e bataillon de volontaires du Pas-de-Calais (887 hommes)
  - 1er bataillon de volontaires du Loiret (770 hommes)
  - 4e bataillon de volontaires du Nord (793 hommes)
- Brigade Ransonnet
  - 1er bataillon du 17e régiment d'infanterie (949 hommes)
  - 1er bataillon des chasseurs du Hainault (927 hommes)
  - 3e bataillon de volontaires de la Meurthe (876 hommes)
- 6e régiment de cavalerie (480 cavaliers)
- 6e compagnie du 3e régiment d'artillerie (54 hommes)

### Division Desjardins
La division du général Desjardins se compose de :
- Brigade Mayer
  - 4e bataillon des chasseurs francs (853 hommes)
  - 10e bataillon d'infanterie légère (817 hommes)
  - 15e compagnie d'artillerie légère (89 hommes)
  - 16e régiment de chasseurs à cheval (324 cavaliers)
  - 7e régiment de dragons (471 cavaliers)
- Brigade Poncet
  - 1er bataillon du 18e régiment d'infanterie (815 hommes)
  - 1er bataillon du 49e régiment d'infanterie (1 030 hommes)
  - 1er bataillon du 68e régiment d'infanterie (758 hommes)
  - 2e bataillon du 68e régiment d'infanterie (900 hommes)
  - 1er bataillon du 89e régiment d'infanterie (918 hommes)
  - 3e bataillon de volontaires de Mayenne-et-Loire (865 hommes)
  - 2e bataillon de volontaires du Calvados (966 hommes)
  - 2e bataillon de volontaires du Haut-Rhin (981 hommes)
  - 2e bataillon de volontaires de la Nièvre (843 hommes)
  - 3e bataillon de volontaires de l'Eure (978 hommes)
  - 3e bataillon de volontaires de la Haute-Marne (891 hommes)
  - 5e bataillon de volontaires de la Somme (844 hommes)
  - 6e bataillon de volontaires de l'Oise (940 hommes)
- Détachement du 3e régiment d'artillerie (100 hommes)

### Division Fromentin
La division du général Fromentin se compose de :
- Brigade Soland
  - 4e régiment de hussards (481 cavaliers)
  - 12e régiment de chasseurs à cheval (644 cavaliers)
  - 1re compagnie d'artillerie légère (92 hommes)
  - 34e division de gendarmerie à pied (316 hommes)
  - 1er bataillon de volontaires de Saint-Denis (893 hommes)
- Brigade Montaigu
  - 1er bataillon du 19e régiment d'infanterie (890 hommes)
  - 6e bataillon de volontaires de Paris (912 hommes)
  - 5e bataillon de volontaires des Vosges (800 hommes)
  - 1er bataillon du 45e régiment d'infanterie (788 hommes)
  - 10e bataillon de volontaires de Paris (850 hommes)
  - 10e bataillon de volontaires de Seine-et-Oise (929 hommes)
  - 1er bataillon du 47e régiment d'infanterie (881 hommes)
  - 2e bataillon de volontaires de la Vienne (921 hommes)
  - 2e bataillon de volontaires de la Meurthe (814 hommes)
  - 1er bataillon du 56e régiment d'infanterie (865 hommes)
  - 2e bataillon de volontaires de l'Orne (837 hommes)
- Brigade Duhesme
  - 2e bataillon du 74e régiment d'infanterie (871 hommes)
  - 1er bataillon de volontaires de l'Oise (936 hommes)
  - 32e bataillon d'infanterie légère (877 hommes)
  - 22e régiment de cavalerie (491 cavaliers)
  - 25e régiment de cavalerie (371 cavaliers)
  - Gendarmerie nationale (16 hommes)
  - Parc d'artillerie (99 hommes)

### Division Balland
La division du général Balland se compose de :
- Brigade Thory
  - 6e régiment de chasseurs à cheval (565 cavaliers)
  - 3e régiment de dragons (556 cavaliers)
  - 16e régiment de cavalerie (552 cavaliers)
  - 17e régiment de cavalerie (468 cavaliers)
  - 12e compagnie d'artillerie légère (4 hommes)
  - 25e compagnie d'artillerie légère (88 hommes)
  - 2e bataillon de la 21e demi-brigade de première formation (808 hommes)
  - 32e Division de gendarmerie nationale (467 hommes)
  - 5e bataillon de volontaires du Haut-Rhin (863 hommes)
  - 2e bataillon de volontaires de la Somme (1 010 hommes)
- Brigade Bastoul
  - 1er bataillon du 62e régiment d'infanterie (1 028 hommes)
  - 1er bataillon de volontaires de la Vienne (1 029 hommes)
  - 5e bataillon de volontaires du Jura (1 014 hommes)
  - 2e bataillon du 36e régiment d'infanterie (935 hommes)
  - 2e bataillon de volontaires du Bec d'Ambez (925 hommes)
  - 1er bataillon de volontaires de la Haute-Marne (1 007 hommes)
  - 1er bataillon du 43e régiment d'infanterie (1 024 hommes)

### Division Goguet
La division du général Goguet se compose de :
- 20e régiment de dragons (363 cavaliers)
- 6e régiment de dragons (403 cavaliers)
- 3e régiment de cavalerie (497 cavaliers)
- 8e régiment de cavalerie (551 cavaliers)
- 24e compagnie d'artillerie légère (92 hommes)
- 162e demi-brigade de première formation (2 667 hommes)
  - 2e bataillon du 89e régiment d'infanterie
  - Bataillon de la Commune et des Arcis
  - 6e bataillon bis de volontaires du Calvados également appelé bataillon de volontaires de Bayeux
- Compagnie franche de Seine-et-Marne (69 hommes)
- 1er bataillon de la 21e demi-brigade légère de première formation (812 hommes)
- 71e demi-brigade de première formation (2 856 hommes)
  - 1er bataillon du 36e régiment d'infanterie
  - 2e bataillon de volontaires de la Meuse
  - 13e bataillon des Fédérés Nationaux
- 76e demi-brigade de première formation (2 768 hommes)
  - 2e bataillon du 38e régiment d'infanterie
  - 9e bataillon des Fédérés Nationaux
  - 10e bataillon de volontaires de la Seine-Inférieure

### Camp d'Arleux
La division du Camp d'Arleux sous les ordres du général Pierquin se compose de :
- Brigade Pierquin
  - 5e régiment de hussards (349 cavaliers)
  - 13e régiment de dragons (470 cavaliers)
  - 5e bataillon franc (907 hommes)
  - 4e bataillon de volontaires de la Somme (789 hommes)
- Brigade Bonnaud
  - 2e bataillon du 83e régiment d'infanterie (848 hommes)
  - 1er bataillon de volontaires de l'Eure (980 hommes)
  - 2e bataillon du 98e régiment d'infanterie (948 hommes)
  - 17e bataillon des Fédérés Nationaux (1 058 hommes)
  - 10e bataillon de volontaires du Pas-de-Calais (747 hommes)
  - 1er bataillon de volontaires des Côtes-du-Nord (738hommes)
  - Canonniers des redoutes (144 hommes)
  - Gendarmerie nationale (14 hommes)

### Camp de Mons-en-Pévèle
La division du Camp de Mons-en-Pévèle sous les ordres du général Osten se compose de :
- Brigade Osten
  - 1er bataillon de volontaires d'Eure-et-Loir (932 hommes)
  - 8e bataillon de volontaires de la Meurthe (993 hommes)
  - 1er bataillon du 90e régiment d'infanterie (851 hommes)
  - 2e bataillon du 90e régiment d'infanterie (867 hommes)
  - Détachement du 27e bataillon de volontaires des réserves (666 hommes)
  - 1er bataillon de volontaires de Valenciennes (867 hommes)
  - 5e bataillon de chasseurs à pied (993 hommes)
- Brigade Proteau
  - 25e régiment d'infanterie (788 hommes)
  - 6e régiment de hussards (106 hommes)
  - 13e régiment de chasseurs à cheval (327 cavaliers)
  - Détachement du 14e régiment de chasseurs à cheval (90 cavaliers)
  - Détachement du 25e régiment de cavalerie (82 cavaliers)
  - Détachement de douaniers (56 hommes)
  - 27e compagnie d'artillerie légère (27 hommes)
  - Détachement du 6e régiment d'artillerie (82 hommes)
  - 11e compagnie de volontaires de la Seine-Inférieure (57 hommes)
  - Détachement du 9e régiment d'artillerie (18 hommes)

### Camp sur la Lys
La division du Camp et cantonnement sur la Lys sous les ordres du général Souham :
- Brigade Macdonald
  - 1er bataillon du 2e régiment d'infanterie (816 hommes)
    - 5e bataillon de volontaires de l'Aisne (820 hommes)
    - 5e bataillon de volontaires de la Côte-d'Or également appelé 18e bataillon de volontaires des Réserves (821 hommes)

  - 24e demi-brigade de première formation
    - 2e bataillon du 12e régiment d'infanterie (931 hommes)
    - 3e bataillon de volontaires de la Somme (880 hommes)
    - 10e bataillon de volontaires nationaux (873 hommes)

  - 1er bataillon de volontaires de l'Allier (916 hommes)
  - 2e bataillon de volontaires de la Manche (902 hommes)
  - 7e bataillon de volontaires du Pas-de-Calais (897 hommes)
  - 10e bataillon de volontaires du Calvados (961 hommes)
  - 1er bataillon de tirailleurs (305 hommes)
  - 2e bataillon de tirailleurs (305 hommes)
  - 3e bataillon de tirailleurs (305 hommes)
  - 1er régiment de cavalerie (483 cavaliers)
  - 5e régiment de chasseurs à cheval (318 cavaliers)
  - 11e compagnie d'artillerie légère (90 hommes)
  - 1re compagnie de la Franciade (49 hommes)
  - 2e compagnie de la Franciade (49 hommes)
  - Détachement du 8e régiment d'artillerie
  - Compagnie de Vermandois
- Brigade Dumonceau
  - 23e demi-brigade de première formation
    - 1er bataillon du 12e régiment d'infanterie (854 hommes)
    - 2e bataillon de volontaires du Pas-de-Calais (903 hommes)
    - 3e bataillon de volontaires du Calvados (879 hommes)

  - 27e demi-brigade de première formation
    - 1er bataillon du 14e régiment d'infanterie (864 hommes)
    - 1er bataillon de volontaires du Pas-de-Calais (851 hommes)
    - 11e bataillon des Fédérés Nationaux (941 hommes)

  - 1er bataillon de la 30e division de la gendarmerie (256 hommes)
  - 2e bataillon de la 30e division de la gendarmerie (292 hommes)
  - 9e régiment de hussards (243 cavaliers)
  - Détachement du 19e régiment de cavalerie (153 cavaliers)
  - 29e compagnie d'artillerie légère (86 hommes)
  - Préposés aux douanes à cheval (10 hommes)
  - Préposés aux douanes à pied (90 hommes)
  - Compagnie d'artillerie (63 hommes)
  - 1er bataillon de troupes légère (960 hommes)
  - 2e bataillon de troupes légère (925 hommes)
  - 3e bataillon de troupes légère (958 hommes)
- Brigade Daendels
  - 29e demi-brigade de première formation
    - 1er bataillon du 15e régiment d'infanterie (ci-devant Béarn)
    - 4e bataillon de volontaires de la Sarthe
    - 14e bataillon des Fédérés Nationaux

  - 1er bataillon des Lombards également appelé 18e bataillon de volontaires de Paris (961 hommes)
  - 11e bataillon de volontaires nationaux (958 hommes)
  - 16e bataillon de volontaires nationaux (937 hommes)
  - 20e régiment de cavalerie (542 cavaliers)
  - Parc d'artillerie (114 hommes)
  - 31e division de gendarmerie (665 hommes)
  - 1er bataillon de volontaires l'Égalité (897 hommes)
  - 7e bataillon de volontaires du Nord (897 hommes)
  - 2e bataillon de volontaires de l'Yonne (986 hommes)
  - Détachement du 19e régiment de cavalerie (30 cavaliers)
  - Canonniers du 4e bataillon de volontaires de l'Yonne (83 hommes)
  - Détachement du 6e régiment d'artillerie (15 hommes)
  - Parc d'artillerie (732 hommes)

### Division Moreau
La division du général Moreau se compose de :
- Brigade Vandamme
- Brigade Bertin

## Armée du Nord au 14 mai 1794
Général en chefJean-Charles Pichegru

### Division Michaud
La division du général Michaud se compose de :
- 2e bataillon du 5e régiment d'infanterie (922 hommes)
- 1er bataillon du 22e régiment d'infanterie (997 hommes)
- 1er bataillon de volontaires du Finistère (901 hommes)
- 1er bataillon de volontaires d'Indre-et-Loire (904 hommes)
- 2e bataillon de volontaires d'Indre-et-Loire (925 hommes)
- 3e bataillon de volontaires du Lot (864 hommes)
- 3e bataillon de volontaires de l'Oise (921 hommes)
- 4e bataillon de volontaires de Seine-et-Oise (794 hommes)
- 8e bataillon de volontaires de Soissons (632 hommes)
- 2e bataillon de tirailleurs (899 hommes)
- Détachement du 2e régiment de cavalerie (23 cavaliers)
- Détachement du 1er régiment d'artillerie (83 artilleurs)

### Division Moreau
La division du général Moreau se compose de :
- 2e bataillon du 1er régiment d'infanterie (596 hommes)
- 1er bataillon du 16e régiment d'infanterie (701 hommes)
- 2e bataillon du 22e régiment d'infanterie (803 hommes)
- 2e bataillon du 24e régiment d'infanterie (784 hommes)
- 2e bataillon du 45e régiment d'infanterie (686 hommes)
- Bataillon de Grenadier (87l hommes)
- 14e régiment d'infanterie légère (918 hommes)
- Chasseur tirailleurs (637 hommes)
- Bataillon des chasseurs de Mont-Cassel (708 hommes)
- 1er bataillon de volontaires du Calvados (881 hommes)
- 9e bataillon de volontaires du Pas-de-Calais (707 hommes)
- 1er bataillon de volontaires du Finistère (901 hommes)
- 1er bataillon de l'Égalité (916 hommes)
- 6e bataillon des Fédérés Nationaux (850 hommes)
- 1er bataillon de volontaires d'Ille-et-Vilaine (763 hommes)
- 2e bataillon de volontaires d'Ille-et-Vilaine (606 hommes)
- 1er bataillon de volontaires de la Marne (786 hommes)
- 3e bataillon de volontaires de la Marne (818 hommes)
- 4e bataillon de volontaires du Nord (951 hommes)
- 9e bataillon de volontaires de Paris (782 hommes)
- 5e bataillon de volontaires de Rhône-et-Loire (613 hommes)
- 5e bataillon de volontaires de la Seine-Inférieure (586 hommes)
- Détachement du 21e régiment de chasseurs à cheval (52 cavaliers)
- Détachement du 8e régiment de hussards (116 cavaliers)
- Détachement du régiment de carabiniers à cheval (25 cavaliers)
- Détachement du 21e régiment de cavalerie (179 cavaliers)
- Détachement de la Gendarmerie nationale à cheval (19 cavaliers)
- Artillerie

### Division Souham
La division du général Souham se compose de :
- Brigade Daendels
  - 1er bataillon du 15e régiment d'infanterie (874 hommes)
  - 4e bataillon de volontaires de la Sarthe (894 hommes)
  - 14e bataillon des Fédérés Nationaux (922 hommes)
  - 18e bataillon de volontaires de Paris également appelé 1er bataillon des Lombards (838 hommes)
  - 11e bataillon de volontaires des réserves (936 hommes)
  - 16e bataillon de volontaires des réserves (977 hommes)
  - 3le division de gendarmerie (677 hommes)
  - 3e bataillon de troupes légères (1 005 hommes)
  - Bataillon de grenadiers (779 hommes)
  - Détachement du 19e régiment de cavalerie (19 cavaliers)
  - Détachement du 20e régiment de cavalerie (339 cavaliers)
  - Artillerie
- Brigade Macdonald
  - 1er bataillon du 2e régiment d'infanterie (942 hommes)
  - 2e bataillon du 12e régiment d'infanterie (835 hommes)
  - 2e bataillon du 34e régiment d'infanterie (890 hommes)
  - 5e bataillon de volontaires de l'Aisne (952 hommes)
  - 5e bataillon de volontaires de la Côte-d'Or également appelé 18e bataillon de volontaires des Réserves (914 hommes)
  - 3e bataillon de volontaires de la Somme (902 hommes)
  - 2e bataillon de volontaires de Loir-et-Cher (875 hommes)
  - 7e bataillon de volontaires du Nord également appelé 2e bataillon de Cambrai (918 hommes)
  - 2e bataillon de volontaires de l'Yonne (900 hommes)
  - 10e bataillon de volontaires des réserves (609 hommes)
  - 13e bataillon de volontaires des réserves (829 hommes)
  - 21e bataillon de volontaires des réserves (946 hommes)
  - 4e bataillon de tirailleurs (807 hommes)
  - 2e régiment de carabiniers (32l hommes)
  - 5e régiment de chasseurs à cheval (l48 hommes)
  - 11e compagnie d'artillerie légère
- Brigade Malbrancq
  - 2e bataillon du 19e régiment d'infanterie (810 hommes)
  - 2e bataillon du 81e régiment d'infanterie (897 hommes)
  - 1er bataillon de volontaires de l'Aisne (928 hommes)
  - 2e bataillon de volontaires des Basses-Alpes (910 hommes)
  - 3e bataillon des Fédérés Nationaux (901 hommes)
  - 4e bataillon de tirailleurs (1 067 hommes)
  - 29e compagnie d'artillerie légère
  - Détachement du 19e régiment de cavalerie (244 cavaliers)
  - Détachement du 19e régiment de chasseurs à cheval (31 cavaliers)
- Brigade Dehaies
  - 1er bataillon du 12e régiment d'infanterie (735 hommes)
  - 1er bataillon du 14e régiment d'infanterie (870 hommes)
  - 3e bataillon de volontaires du Calvados (743 hommes)
  - 1er bataillon de volontaires du Pas-de-Calais (853 hommes)
  - 2e bataillon de volontaires du Pas-de-Calais (724 hommes)
  - 11e bataillon des Fédérés Nationaux (989 hommes)
  - 1er bataillon d'infanterie légère (948 hommes)
  - 1er bataillon de la 30e division de gendarmerie (263 hommes)
  - 2e bataillon de la 30e division de gendarmerie (285 hommes)
  - Détachement du 19e régiment de cavalerie (200 cavaliers)
  - Détachement du 9e régiment de hussards (299 cavaliers)
  - Artillerie
- Brigade Jardon
  - 1er bataillon de tirailleurs (926 hommes)
  - 5 compagnies du 2e bataillon d'infanterie légère (458 hommes)
  - Détachement du 5e régiment de chasseurs à cheval (268 cavaliers)
- Brigade Delpierre
  - 4 compagnies du 2e bataillon d'infanterie légère (405 hommes)
  - Artillerie

### Division Bonnaud
La division du général Bonnaud se compose de :
- Brigade Baillot
  - 5e régiment de hussards (385 cavaliers)
  - 6e régiment de hussards (360 cavaliers)
  - 10e régiment de hussards (248 cavaliers)
  - 13e régiment de chasseurs à cheval (382 cavaliers)
  - 14e régiment de chasseurs à cheval (l99 cavaliers)
  - 13e régiment de dragons (434 cavaliers)
  - 1er régiment de carabiniers (334 cavaliers)
  - 7e régiment de cavalerie (438 cavaliers)
  - 13e régiment de cavalerie (479 cavaliers)
  - Détachement du 20e régiment de cavalerie (97 cavaliers)
  - Gendarmerie (48 hommes)
- Brigade Osten
  - 2e bataillon du 90e régiment d'infanterie (932 hommes)
  - 1er bataillon du 102e régiment d'infanterie (457 hommes)
  - 1er bataillon de volontaires des Côtes-du-Nord (486 hommes)
  - 1er bataillon de volontaires d'Eure-et-Loir (988 hommes)
  - 8e bataillon de volontaires de la Meurthe (987 hommes)
  - 10e bataillon de volontaires du Pas-de-Calais (792 hommes)
  - 4e bataillon de volontaires de l'Yonne (905 hommes)
  - 27e bataillon de volontaires nationaux (948 hommes)
  - 5e bataillon de chasseurs (983 hommes)

### Division Pierquin
La division du général Pierquin se compose de :
- Brigade Salme
  - 1er bataillon du 54e régiment d'infanterie (675 hommes)
  - 1er bataillon du 90e régiment d'infanterie (879 hommes)
  - 2e bataillon du 101e régiment d'infanterie (589 hommes)
  - 2e bataillon de volontaires des Ardennes (638 hommes)
  - 5e bataillon de volontaires de Paris (806 hommes)
  - 16e bataillon de volontaires de Paris également appelé 1er bataillon républicain de Paris (734 hommes)
  - 3e bataillon de volontaires nationaux (679 hommes)
  - 15e bataillon de volontaires nationaux (741 hommes)
  - 23e bataillon de volontaires nationaux (760 hommes)
- Brigade Noël
  - 1er bataillon du 25e régiment d'infanterie (888 hommes)
  - 1er bataillon du 83e régiment d'infanterie (781 hommes)
  - 1er bataillon du 104e régiment d'infanterie (781 hommes)
  - 1er bataillon de volontaires de l'Oise
  - 1er bataillon de volontaires de Valenciennes
  - 3e bataillon de volontaires de l'Yonne

### Brigades indépendantes
- Brigade Thierry
  - 1er bataillon de volontaires de l'Allier
  - 10e bataillon de volontaires du Calvados (976 hommes)
  - 2e bataillon de volontaires de la Manche
  - 7e bataillon de volontaires du Pas-de-Calais
  - 8e bataillon des Fédérés Nationaux
  - 3e bataillon de chasseurs francs (941 hommes)
  - 1er régiment de cavalerie (475 cavaliers)
  - 26e compagnie d'artillerie légère (51 hommes)
  - 1re compagnie de canonniers de la Charente (76 hommes)
- Brigade Elbée
  - Canonniers de divers régiments (496 hommes)
  - 5e bataillon de volontaires de la Meurthe (967 hommes)
  - Canonniers du 1er bataillon de volontaires de la Moselle (755 hommes)

## Armée du Nord au 3 juillet 1794
Général en chefJean-Baptiste Jourdan

### Division Souham
Le quartier général de la division du général Joseph Souham est à Gand.
La division forte de 21 887 hommes se compose de
Infanterie
- 1er bataillon du 2e régiment d'infanterie
- 1er bataillon du 12e régiment d'infanterie
- 1er bataillon du 15e régiment d'infanterie
- 2e bataillon du 34e régiment d'infanterie
- 3e bataillon de volontaires de l'Ain
- 5e bataillon de volontaires de l'Aisne
- 5e bataillon de volontaires de la Côte-d'Or également appelé 18e bataillon de volontaires des Réserves
- 10e bataillon bis de volontaires de la Côte-d'Or
- 3e bataillon de volontaires du Calvados
- 2e bataillon de volontaires de Loir-et-Cher
- 7e bataillon de volontaires du Nord
- 2e bataillon de volontaires du Pas-de-Calais
- 4e bataillon de volontaires de la Sarthe
- 2e bataillon de volontaires de Seine-et-Marne
- 6e bataillon de volontaires de la Somme
- 2e bataillon de volontaires de l'Yonne
- 14e bataillon des Fédérés Nationaux
- 6e bataillon de volontaires de la formation d'Orléans
- 13e bataillon de volontaires des réserves
- 25e bataillon de volontaires des réserves
- 21e bataillon de volontaires nationaux
- 1er bataillon de tirailleurs
- 4e bataillon de tirailleurs
- 20e division de Gendarmerie
- 31e division de Gendarmerie

Cavalerie
- 1er régiment de carabiniers
- 2e régiment de carabiniers
- 6e régiment de dragons
- 5e régiment de chasseurs à cheval
- 3e régiment de hussards
- 9e régiment de hussards

Artillerie
?

### Division Moreau
Le quartier général de la division du général Jean Victor Marie Moreau est à Ostende.
La division forte de 19 761 hommes se compose de
Infanterie
- 5e régiment d'infanterie de ligne (2e bataillon)
- 16e régiment d'infanterie de ligne (1er bataillon)
- 22e régiment d'infanterie de ligne (1er et 2e bataillons)
- 24e régiment d'infanterie de ligne (2e bataillon)
- 1er bataillon de volontaires du Calvados
- 2e bataillon de volontaires de la Corrèze
- 1er bataillon de volontaires du Finistère
- 1er bataillon de volontaires d'Ille-et-Vilaine
- 2e bataillon de volontaires d'Ille-et-Vilaine
- 1er bataillon de volontaires d'Indre-et-Loire
- 2e bataillon de volontaires d'Indre-et-Loire
- 3e bataillon de volontaires du Lot
- 1er bataillon de volontaires de la Marne
- 3e bataillon de volontaires de la Marne
- 3e bataillon de volontaires de l'Oise
- 9e bataillon de volontaires de Paris
- 5e bataillon de volontaires de Rhône-et-Loire
- 4e bataillon de volontaires de Seine-et-Oise
- 8e bataillon de volontaires des réserves
- Bataillon de Grenadiers
- 14e bataillon d’infanterie légère

Cavalerie
- Bataillon des chasseurs de Mont-Cassel
- 20e régiment de cavalerie
- 21e régiment de chasseurs à cheval
- 23e régiment de chasseurs à cheval
- 8e régiment de hussards

Artillerie

### Division Thierry
Le quartier général de la division du général Jean-François Thierry est à Volkegem.
La division forte de 11 668 hommes se compose de
Infanterie
- 2e bataillon du 45e régiment d'infanterie de ligne
- 2e bataillon du 81e régiment d'infanterie
- 2e bataillon du 104e régiment d'infanterie de ligne
- 1er bataillon de volontaires de l'Aisne
- 1er bataillon de volontaires de l'Allier
- 2e bataillon de volontaires des Basses-Alpes
- 2e bataillon de volontaires des Ardennes
- 10e bataillon de volontaires du Calvados
- 2e bataillon de volontaires de la Manche
- 4e bataillon de volontaires du Nord
- 7e bataillon de volontaires du Pas-de-Calais
- 9e bataillon de volontaires du Pas-de-Calais
- 10e bataillon de volontaires du Pas-de-Calais
- 9e bataillon de volontaires de la Seine-Inférieure
- 4e bataillon des fédérés nationaux
- 8e bataillon des fédérés nationaux
- 3e bataillon de chasseurs francs
- Bataillon de chasseurs du Mont-des-Chats

Cavalerie
- 1er régiment de cavalerie
- 13e régiment de chasseurs à cheval

Artillerie

### Division Despeaux
Le quartier général de la division du général Éloi Laurent Despeaux est en avant de Gand.
La division forte de 10 405 hommes se compose de
Infanterie
- 19e régiment d'infanterie de ligne (2e bataillon)
- 27e régiment d'infanterie de ligne
- 71e régiment d'infanterie de ligne (1er bataillon)
- 3e bataillon de volontaires de l'Aube
- 8e bataillon de volontaires de Paris
- 1er bataillon de volontaires de la Somme
- 3e bataillon des fédérés nationaux
- 17e bataillon des fédérés nationaux
- 3e bataillon de tirailleurs
- 5e bataillon de Tirailleurs Francs

Cavalerie
- 19e régiment de cavalerie
- 20e régiment de cavalerie
- 14e régiment de chasseurs à cheval
- 19e régiment de chasseurs à cheval
- 10e régiment de hussards

Artillerie

### Division Bonnaud
Le quartier général de la division du général Jacques Philippe Bonnaud est à Swynaerde.
La division forte de 10 801 hommes se compose de
Infanterie
- 54e régiment d'infanterie de ligne (1er bataillon)
- 84e régiment d'infanterie de ligne (2e bataillon)
- 90e régiment d'infanterie de ligne (1er bataillon)
- 104e régiment d'infanterie de ligne (1er bataillon)
- 1er bataillon de volontaires de Valenciennes
- 1er bataillon de volontaires de l'Oise
- 5e bataillon de volontaires de Paris
- 3e bataillon de volontaires de l'Yonne
- 4e bataillon de volontaires de l'Yonne
- 3e bataillon de volontaires nationaux
- 15e bataillon de volontaires nationaux
- 23e bataillon de volontaires nationaux
- 1er bataillon de volontaires des Républicains
- 5e bataillon de tirailleurs

Cavalerie
- 13e régiment de chasseurs à cheval
- 5e régiment de hussards
- 6e régiment de hussards

Artillerie

### Division Osten
Le quartier général de la division du général Pierre Jacques Osten est à Anthoin.
La division forte de 9 756 hommes se compose de
Infanterie
- 90e régiment d'infanterie de ligne (2e bataillon)
- 98e régiment d'infanterie de ligne (2e bataillon)
- 1er bataillon de volontaires des Côtes-du-Nord
- 1er bataillon de volontaires d'Eure-et-Loir
- 8e bataillon de volontaires de la Meurthe
- 4e bataillon de volontaires de la Somme
- 4e bataillon de volontaires des Fédérés
- 27e bataillon de volontaires nationaux
- 2e bataillon de tirailleurs
- 5e régiment de chasseurs francs

Cavalerie
- 13e régiment de cavalerie
- 29e division de gendarmerie
- Douaniers
- 13e régiment de dragons
- 8e régiment de hussards
- 10e régiment de hussards

Artillerie